# 梁览
梁览（？—538年），字景叡，金城郡（今甘肃省兰州市西北）人，北魏、西魏官员。

## 生平
梁览的先祖出自安定郡，避难逃到西羌，世代担任羌族部落酋长。梁览的曾祖梁穆献出枹罕城归附吐谷浑，后又归附北魏，封临洮公。祖父梁颢担任尚书，封南安公。父亲梁钊是河华二州刺史，封新阳县伯。
梁览家族世代豪富，资产累计千金。孝昌初年，秦州的莫折念生、胡琛等人反叛，梁览散家财招募士兵，得到三千人，镇守河州。梁览又跟随中央军平定叛军，历任凉州、河州二州刺史，封安德县侯。梁览担任本州刺史，大力制造武器，兵强马壮。吐谷浑因为害怕不敢出来，都说：“梁公在此，不可贸然行事”。永安年间，魏孝庄帝下诏大鸿胪琅邪人王皓写文书策命梁览世代担任河州刺史。永熙年间，梁览改封为郡公。永熙二年三月戊申（533年4月29日），使持节、都督河渭部三州诸军事、骠骑大将军、世袭河州刺史梁览加仪同三司。大统元年（535年）十二月，梁览升任太尉。次年，梁览的堂弟梁仚定反叛，准备谋害梁览，梁览与他多次作战不能打败他，西魏中央军到达后，才击败梁仚定。大统三年（537年）六月，梁览升任太傅。
大统四年（538年）八月，西魏和东魏展开河桥之战，西魏战败，当时梁览因病留在长安，赵青雀在长安北城起兵反叛，梁览充当了为赵青雀出谋划策的主要人物。事情平息后，梁览被杀。

## 其他
李顺兴曾经前往太傅梁览家中庭院睡觉，把布衫倒盖在身上。后来梁览与赵青雀反叛，派使者与东魏联系，事情泄露被杀，梁览死的时候衣服倒盖，和李顺兴在梁览家中倒盖的样子相同。

## 延伸阅读
[在维基数据编辑]
 《北史·卷049》，出自李延壽《北史》